# ドリームホッパーズ
『ドリームホッパーズ』（英: The Dreamhoppers）は、アメリカ合衆国のライゼン・コミックス刊行のアメコミに登場する架空のヒーローチーム。

## 概要
2009年に、モアー氏はカリフォルニア州サンディエゴで毎年開催されているコミコン・インターナショナルに参加した時にDCコミックスの担当者と出会い、同社刊行のアメリカン・コミックシリーズ「フリーダム・ファイターズ」「ジャスティス・ソサエティー・オブ・アメリカ」「ワンダーウーマン」「タイタン」「ザ・グリーンチーム」「ソード・オブ・ソーセリー」などをイラストレーターとして手がけることとなる。

## あらすじ
宇宙、現実、夢の間に生じるシンクロニシティが現象生起するなかドリームホッパーズと呼ばれる超自然的な力が与えられた人々が存在する。眠りについた夢の中にる現実の人々を夢の世界に存在する悪魔たちから救い出すため、夢の勇者であるドリームホッパーズたちは、夢に入り込む時に現実の姿から自分たちが夢想するファンタジーのヒーローキャラクターへと変身する。

## 登場人物
レン・マツオ　(Ren Matsuo)
岡山県出身のレンは、病に悩む祖父の看病のため岡山県からニューヨークへ渡米する。夢の世界で超自然的な力がある事を発見した時に彼の人生は思いもよらぬ方向へと変わって行く。夢の中の悪魔ジバルバに立ち向かうため、超自然的な力を使いこなせるように特訓し自分の中に眠るヒーローの真の姿を見つけ出さなければならない。
モーガン・フィッシャー　(Morgan Fisher)
向上心に燃えているジャーナリストのモーガンは、夢の世界についてレンに紹介する。彼女が子供の時に夢の中の悪夢に対抗するためにドリームホッパーになった。タイラーが彼女の彼氏だが、レンとの間に耐える事ができない魅力を引きつけている。
タイラー・マクムレン　(Tyler McMullen)
モーガンのハンサムでアスレチックな彼氏である。傲慢で無神経な彼だが、ドリームホッパーの一人としての使命感を深く感じている。彼のライバルであるレンが務めているグループリーダーにひどくなりたがっている。
ルーシ・ホーキンズ　(Lucy Hawkins)
大富豪の家族のルーシーだが、女優になるため父親に反抗してニューヨークに移住したときに家族から見捨てられる。生活資金不足になったため新たに何名かルームメイトを探さなければならない状態になる。このルームメイトたちが夢の世界での超自然的な力を彼女に見せた時から彼女の人生が一転として変わる事となる。
ピーター・ホーキンズ　(Peter Hawkins)
ロサンゼルスに住む反抗的なルーシーの弟である。ニューヨークをアドベンチャーでハラハラさせるような友達をつくる機会だとみる自由人である。夢の世界でドリームホッパーとして他のメンバー達に参加する願いがかなう。
ジバルバ　(Xibalba)
夢の世界に存在する悪魔である。ドリームホッパーズ達が現実の世界から夢の世界へと移動できるように、夢の世界に住む悪魔たちも現実の世界へと移動できるが超自然的な力は失う。
ハル・マツオ　(Haru Matsuo)
ドリームホッパーズ族の長である。夢の世界に存在する悪魔たちと対決するのはハルの運命である。だが、悪魔ジバルバは、ハルの孫であるレンを巻き込むためにハルの夢の世界の姿を捉えている。ハルは何も対抗するすべがなく希望をなくしている中、レンに家族の使命を受け継いでくれる事を信じている。
ルーラ　(Lula)
夢の世界の悪魔たちからドリームホッパーズが救い出した時に友達になった神秘的な生き物である。ドリームホッパーズが探しているトランサイオムを見つけ出すためにコンパス役になり道案内をしている。